# ペルセウス座デルタ星
ペルセウス座δ星（ペルセウスざデルタせい、δ Per / δ Persei）は、ペルセウス座の恒星で3等星。
この星は、青色巨星である。
ペルセウス座δ星は、散開星団Mel 20の中で、ペルセウス座α星に次いで2番目に明るい。

## 名称
まれに、アラビア語で「勇敢な者」という意味のバーゼル(Basel)という固有名で呼ばれることがある。他にアラビア語で「北の方の上腕」という意味のAdid Borealisとも呼ばれる。